# Chandapur, Yadgir
Chandapur là một làng thuộc tehsil Yadgir, huyện Gulbarga, bang Karnataka, Ấn Độ.